# Welcome 2 My Nightmare
Welcome 2 My Nightmare är Alice Coopers 26:e studioalbum, släppt 2011.

## Låtlista
1. I Am Made Of You (Cooper, Ezrin, Child)
2. Caffeine (Cooper, Ezrin, Keith Nelson, Henriksen)
3. The Nightmare Returns (Cooper, Ezrin)
4. A Runaway Train (Dunaway, Cooper, Ezrin)
5. Last Man On Earth
6. The Congregation (Cooper, Ezrin, Henriksen)
7. I'll Bite Your Face Off (Cooper, Ezrin, Neal Smith, Henriksen)
8. Disco Bloodbath Boogie Fever (Cooper, Ezrin, Henriksen)
9. Ghouls Gone Wild (Cooper, Ezrin, Henriksen)
10. Something To Remember Me By (Cooper, Ezrin, Wagner, ?)
11. When Hell Comes Home (Michael Bruce, Cooper, Ezrin)
12. What Baby Wants (Cooper, Ezrin, Henriksen, Kesha)
13. I Gotta Get Outta Here (Cooper, Patterson Hood, Ezrin)
14. The Underture (Cooper, Ezrin, Henriksen, Child, Kelly, Seth, Wagner)

### Bonusspår på Classic Rock Magazine Fan Pack
- Under The Bed (Cooper, Ezrin, Henriksen)
- Poison (Live at Download 2011)

### Bonusspår på amerikanska och brittiska digipack-utgåvan
- We Gotta Get Out Of This Place (The Animals)
- No More Mr Nice Guy (Live At Download)
- The Black Widow (Live At Download)

### Bonusspår på vinylutgåvan
- Flatline

### Bonusspår påiTunes-utgåvan
- A Bad Situation (Cooper, Garric, Jim Bachi, Ezrin)